# ヴィーズエイ島

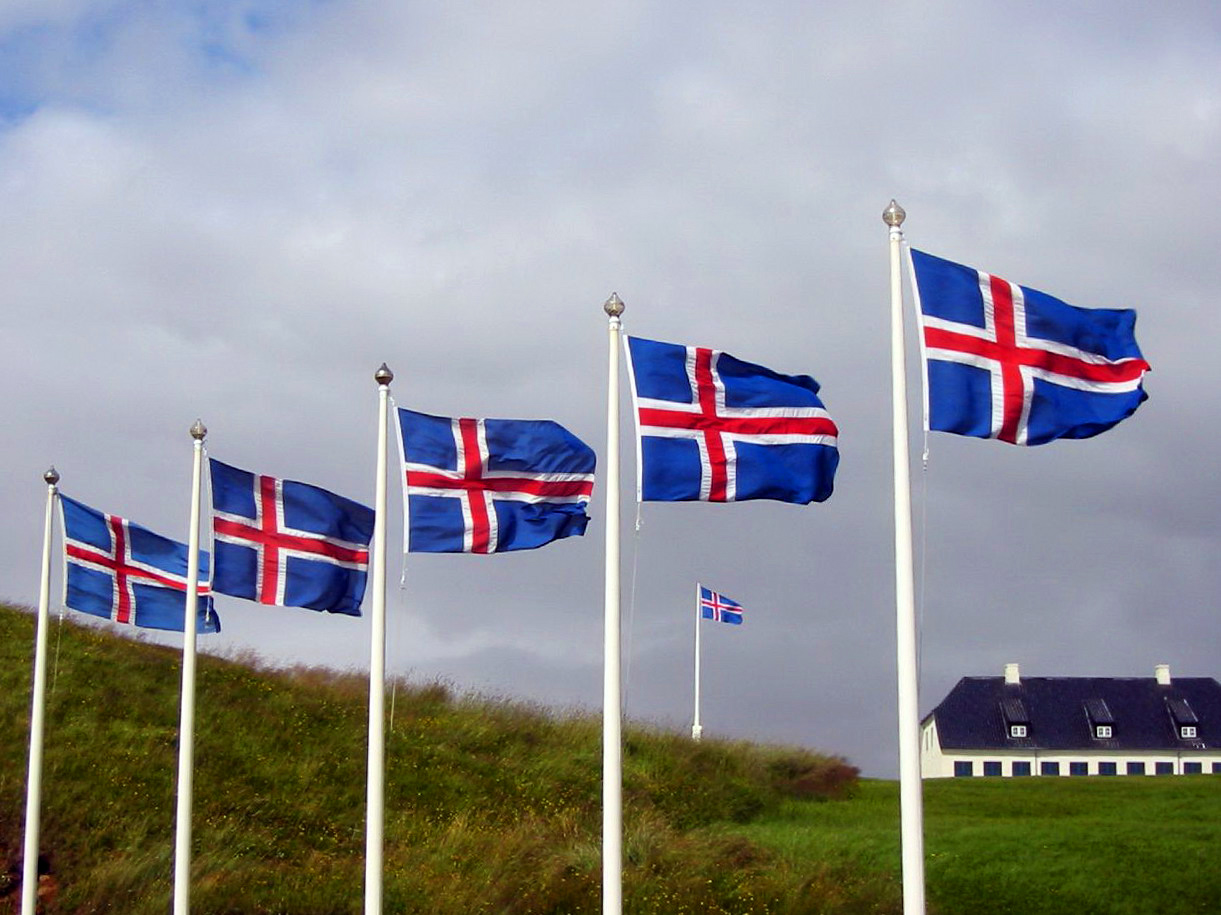
ヴィーズエイ島にあるアイスランドの国旗

ヴィーズエイ島（ヴィーズエイとう、アイスランド語: Viðey）はアイスランドにある島。イマジン・ピース・タワーはヴィーズエイ島にある。